# Wassmer WA-26 Squale
Dimensions
Le Wassmer WA-26 Squale est un planeur de compétition monoplace de 15 m d'envergure conçu et produit en France à la fin des années 1960. Ses ailes sont en bois et son  fuselage en fibre de verre. Le Wassmer WA 28 Espadon est un développement à l'aérodynamique très similaire mais  avec une aile en fibre de verre.

## Conception et développement
De 1956 à 1964 Wassmer développe et construit avec succès la série de planeurs monoplaces Javelot qui avaient des ailes en bois avec des profils à écoulement laminaire NACA et des fuselages en structure d'acier, entièrement entoilés sur les premiers modèles, puis avec un mélange d'entoilage et de fibre de verre par la suite. Le Squale tentait d'accéder au marché de la haute performance. Comme les Javelots, il avait une aile en bois mais avec un profil Wortmann. Son fuselage était plus aérodynamique et entièrement fabriqué en composite fibre de verre et résine.
Le Squale a une aile haute avec une section centrale légèrement effilée sur environ 60 % de l'envergure et des panneaux extérieurs plus fortement effilés. Le dièdre est constant sur toute l'envergure. Les ailerons sont sur les panneaux extérieurs et les aérofreins au bord de fuite de l'extérieur de la section centrale. L'aile est construite autour d'un seul longeron en bois, de nervures et recouverte d'un placage en contreplaqué de 2,3 mm .
La profondeur monobloc du Squale est également en bois, avec un bord d'attaque coffré et un entoilage à l'arrière. Il est fixé au-dessus du fuselage. La profondeur des premiers Squales ne donnant pas assez de retour d'effort au manche, des anti-tabs ont été ajoutés sur le WA 26M. Le fuselage est de section ovale augmentant progressivement de diamètre jusqu'aux ailes. Il est équipé d'un train rentrant à une seule roue équipé d'un frein hydraulique et d'un sabot de queue. Le pilote en position demi-allongée est abrité sous une longue verrière d'une seule pièce qui pivote sur des charnières placées sur le côté droit.
Le Squale s'est assez bien vendu. Son premier vol a eu lieu le 21 juillet 1967, la production a commencé dès 1968 et en janvier 1970, 85 planeurs avaient été commandés.
La constatation que les ailes des planeurs en bois ne pouvaient plus être compétitives face aux ailes en composite entraîna le dessin d'une nouvelle aile, aérodynamiquement identique à celle du WA 26 Squale, mais fabriquée en fibre de verre et équipée d'aérofreins Schempp-Hirth à la place des aérofreins de bord de fuite. Cela a donné le WA 28 Espadon avec la nouvelle aile montée sur un fuselage de Squale muni d'un empennage en fibre de verre à la place de celui en bois du Squale. L'Espadon est de 20 à 25 kg plus lourd que le Squale; sa finesse max est de 36 à 88 km/h. Il vola pour la première fois en mai 1974, et est entré en production au mois de novembre. Au printemps 1975 20 étaient commandés. Ses concurrents comme le Schleicher ASW 15 ayant de bien meilleures performances la production n'a pas perduré longtemps.

## Historique opérationnel
Plusieurs Squales et Espadons restent inscrits sur les registres des aéronefs civils français et britanniques en 2010. En tout il y a trente Squales, dont deux sont démantelés ou stockés, et quatorze Espadons.
En 2019 restent inscrits au registre de l'aviation civile : Un WA 26, quatre WA 26 CM et 36 WA 26 P

## Variantes

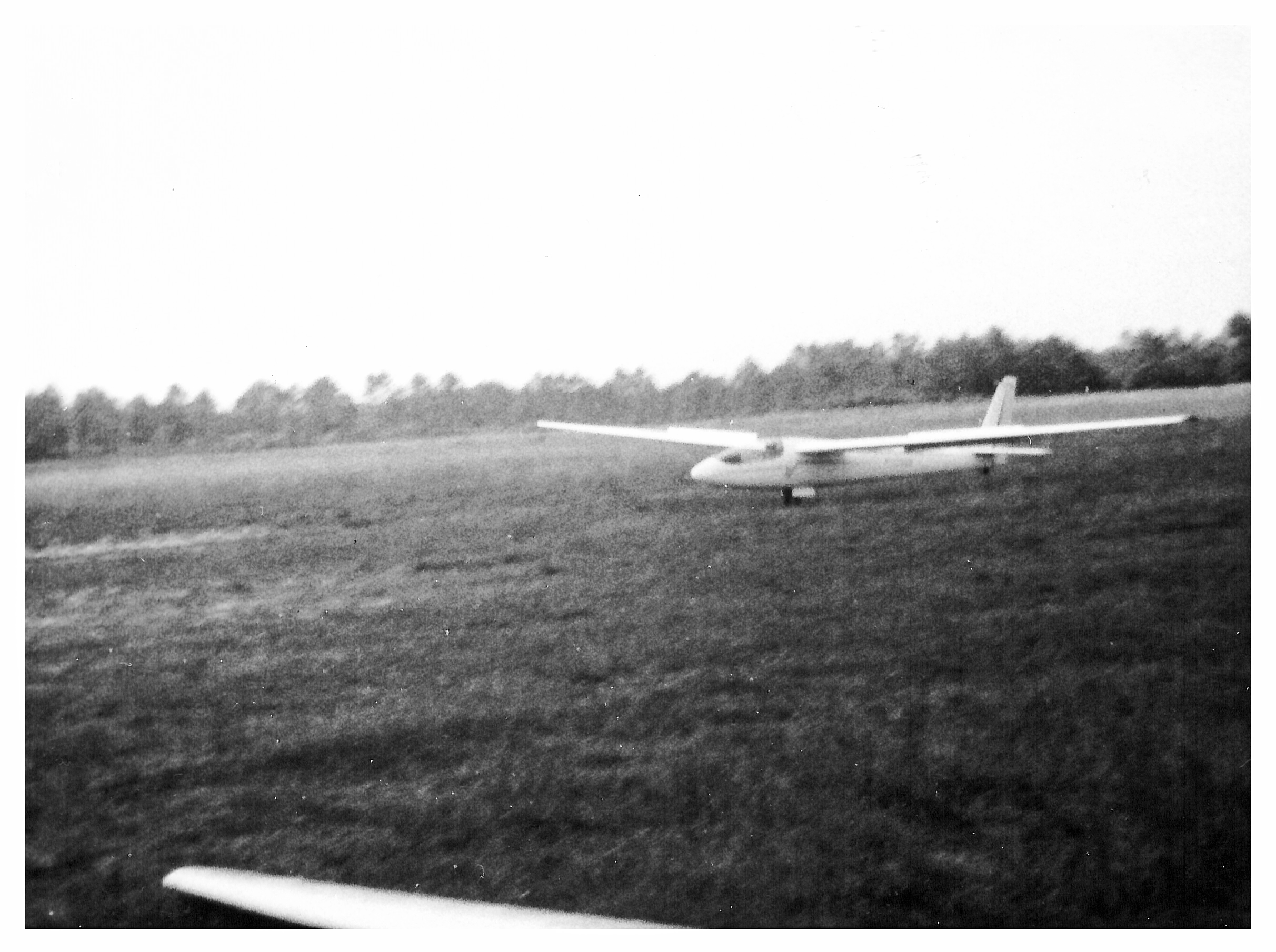
Wassmer 26 Squale à l'arrondi sur le terrain de Bordeaux-Saucats en 1970

WA 26 Squale
Version initiale.
WA 26M Squale
Anti-tab ajouté à la profondeur monobloc.
WA 26 CM Squale
Pas d'anti-tab.
WA 26 CM Squale Marfa
Verrière en deux pièces, raccords aile-fuselage et empennage-fuselage plus soignés, meilleure ventilation et palonnier réglable.
WA 26 P Squale
WA 28 Espadon
Premier vol en mai 1974. Tout plastique, aérofreins Schempp-Hirth.